# آنتساراویبه
آنتساراویبه (به لاتین: Antsaravibe) یک منطقهٔ مسکونی در ماداگاسکار است که در آمبیلوب واقع شده‌است. آنتساراویبه ۱۰٬۶۴۸ نفر جمعیت دارد و ۱۸ متر بالاتر از سطح دریا واقع شده‌است.